# Isopterygium limatum
Isopterygium limatum är en bladmossart som beskrevs av Brotherus 1908. Isopterygium limatum ingår i släktet Isopterygium och familjen Hypnaceae. Inga underarter finns listade i Catalogue of Life.